# Bekele Jilo
Bekele Jilo (* 21. Februar 2001) ist ein äthiopischer Leichtathlet, der sich auf den Dreisprung spezialisiert hat.

## Sportliche Laufbahn
Erste internationale Erfahrungen sammelte Bekele Jilo im Jahr 2019, als er bei den Juniorenafrikameisterschaften in Abidjan mit einer Weote von 7,28 m die Bronzemedaille im Weitsprung gewann. 2024 gelangte er bei den Afrikaspielen in Accra 15,39 m auf den siebten Platz im Dreisprung.
2021 wurde Jilo äthiopischer Meister im Dreisprung.

## Persönliche Bestleistungen
- Weitsprung: 7,44 m, 25. Dezember 2021 in Addis Abeba
- Dreisprung: 15,80 m, 24. Dezember 2021 in Addis Abeba